# 멋쟁이박쥐
멋쟁이박쥐(Kerivoula picta)는 애기박쥐과에 속하는 박쥐의 일종이다. 브루나이와 캄보디아, 중국, 인도, 인도네시아, 말레이시아, 네팔, 스리랑카 그리고 베트남에서 발견된다. 그리고 건조한 산림에서 서식한다. 몸과 꼬리는 길이가 같다. 몸길이는 3~5.5cm이다. 꼬리 길이 또한 3~5cm이다. 날개 폭은 18~30cm이고, 몸무게는 약 5g이다.